# Iniciativa Feminista

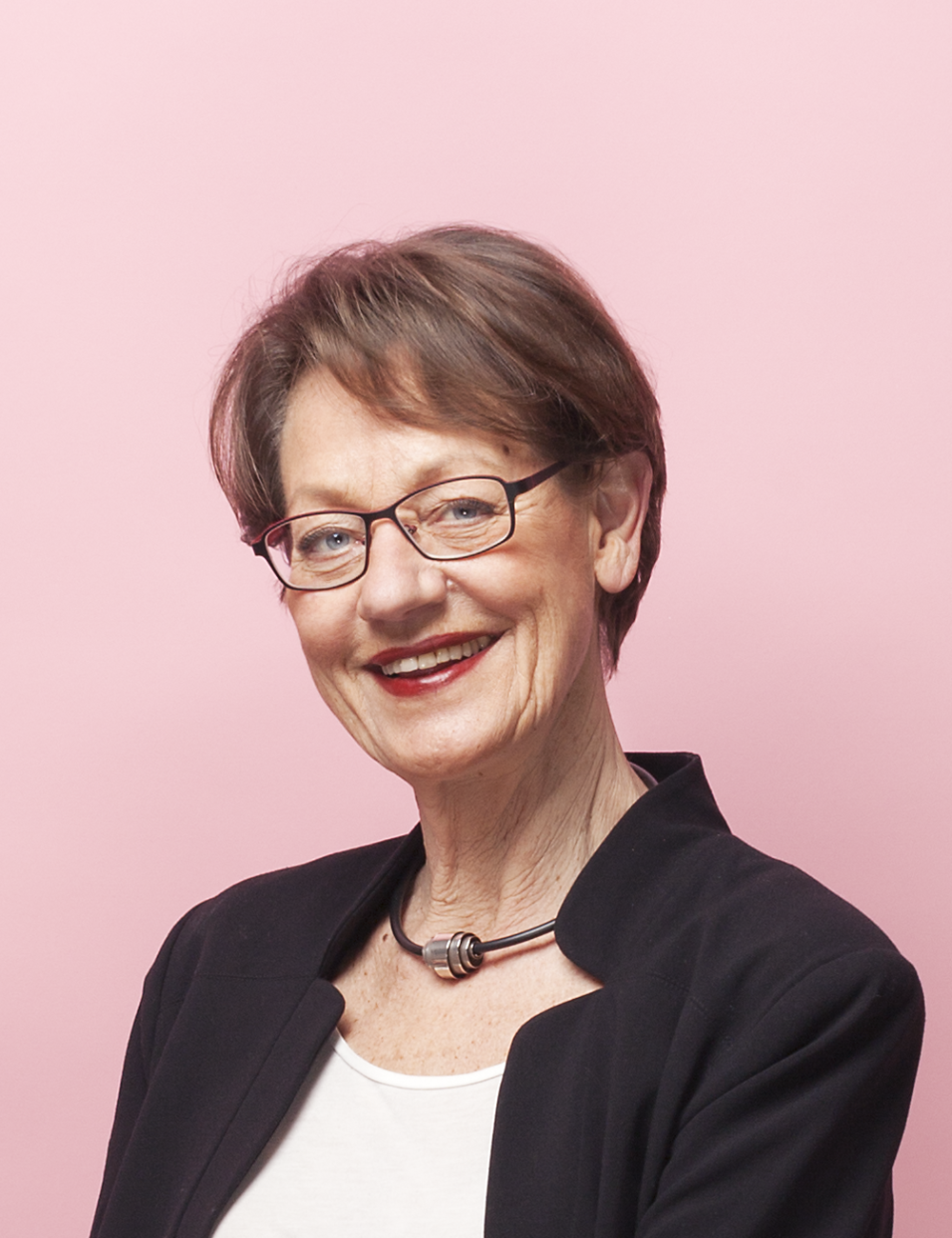
Gudrun Schyman - porta-voz da Iniciativa Feminista

A Iniciativa Feminista - em sueco Feministikt initiativ - é um partido feminista da Suécia. Foi fundada em 2005. O partido é liderado por Gita Nabavi.

## Resultados Eleitorais

### Eleições legislativas
| Data | Líder                                                 | CI.  | Votos   | % | +/- | Deputados | +/-     | Status            |
| ---- | ----------------------------------------------------- | ---- | ------- | - | --- | --------- | ------- | ----------------- |
| 2006 | Gudrun Schyman Devrim Mavi Sofia Karlsson             | 9.º  | 37 954  |   |     |           |         | Extra-parlamentar |
| 2010 | Gudrun Schyman Stina Sundberg                         | 10.º | 24 139  |   | 0,3 |           | Estável | Extra-parlamentar |
| 2014 | Gudrun Schyman Stina Svensson Sissela Nordling Blanco | 9.º  | 194 719 |   | 2,7 |           | Estável | Extra-parlamentar |
| 2018 | Gudrun Schyman Gita Nabavi                            | 9.º  | 27 717  |   | 2,7 |           | Estável | Extra-parlamentar |

### Eleições europeias
| Data | Cabeça de Lista | CI.  | Votos   | % | +/- | Deputados | +/- |
| ---- | --------------- | ---- | ------- | - | --- | --------- | --- |
| 2009 | Gudrun Schyman  | 11.º | 70 434  |   |     |           |     |
| 2014 | Soraya Post     | 9.º  | 204 005 |   | 3,3 |           | 1   |